# 聖母主教座堂 (巴比提)
聖母主教座堂（Cathédrale de Papeete Notre-Dame de L'Immaculée Conception）是一座19世紀後期的羅馬天主教主教座堂，也是天主教帕皮提總教區的主教座堂，位於法屬玻里尼西亞首府巴比提。這座教堂自19世紀中期開始動工，在1875年投入使用，是大溪地最古老的天主教教堂。

## 外部連結
- Location （页面存档备份，存于）